# 홍명원선생묘 및 묘갈
홍명원선생묘 및 묘갈은 대한민국 경기도 안산시 단원구에 있다. 1991년 11월 7일 안산시의 향토유적 제6호로 지정되었다.

## 개요
조선시대의 문신으로 자는 낙부(樂夫), 호는 해봉(海峯), 본관은 남양(南陽), 시와 문장에 뛰어나 특히 한대(漢代)의 문장과 당대(唐代)의 시에 정통함. 저서로는 《해봉집(海峯集)》을 남겼다.